# Diaphanopsyche rogenhoferi
Diaphanopsyche rogenhoferi är en fjärilsart som beskrevs av Franciscus J.M. Heylaerts 1891. Diaphanopsyche rogenhoferi ingår i släktet Diaphanopsyche och familjen säckspinnare. Inga underarter finns listade i Catalogue of Life.